# Rudina Hajdari
Rudina Hajdari (n. 1987, Tirana, Albania) este o politiciană albaneză, care a fost aleasă membră a Adunării Republicii Albaneze și lideră a opoziției parlamentare a țării. Fiica lui Azem Hajdari, cel care a condus mișcarea studențească din 1990-1991 ce a provocat prăbușirea comunismului în Albania, Hajdari a fost aleasă în Adunarea Albaniei pe 9 septembrie 2017, reprezentând o zonă a capitalei țării, Tirana.

## Copilărie și carieră
După asasinarea tatălui ei în 1998, Hajdari s-a mutat în Statele Unite pentru a-și continua educația. A urmat cursurile Universității Fordham și a absolvit în 2009 cu o diplomă de licență în științe politice, urmată de un master în geopolitică, teritoriu și securitate la King's College London. Hajdari a urmat apoi cea de-a doua diplomă de master în Drepturile Omului la Universitatea Columbia. Hajdari s-a adresat ulterior Institutului Harriman pentru Studii Ruse, Eurasiatice și Est-Europene de la Universitatea Columbia cu privire la provocările din Balcanii de Vest în timpul președințiilor lui Donald J. Trump și Vladimir V. Putin. Hajdari a publicat, de asemenea, numeroase editoriale despre provocările din regiune în reviste precum Newsweek Magazine.
Hajdari a ocupat funcția de asociat în cabinetul congresmanului Eliot L. Engel, membru al Camerei Reprezentanților SUA pentru al 16-lea district din New York și președinte al Comisiei pentru Afaceri Axterne a Camerei Reprezentanților din Statele Unite.
După scurta sa experiență în Congresul SUA, a decis să se întoarcă în Albania, în încercarea de a ajuta la revitalizarea partidului cofondat de tatăl ei și de a-i reda gloria de odinioară.

## Carieră politică
În iunie 2017, a fost anunțat că va candida pentru un loc în parlament, alături de liderul Partidului Democrat Basha din Tirana. Fiind într-o poziție sigură în lista candidaților, a fost văzută ca una dintre noile figuri proeminente aduse de democrați în parlament.
În septembrie a fost numită membră a Comisiei pentru politică externă și a Comisiei pentru integrare europeană. Trăind mulți ani în străinătate, a avut dificultăți de exprimare în majoritatea discursurilor sale publice din timpul activității sale parlamentare.
În decembrie 2018, în urma protestelor studențești naționale din Albania, Hajdari a încălcat decizia partidului său de boicotare a Parlamentului pentru a aborda situația studenților, declarându-și sprijinul pentru studenți și susținând că este gata să-și părăsească mandatul și să se alăture protestelor. Într-un anunț public, ea a declarat că Albania are nevoie de o nouă mișcare și că a luat în considerare părăsirea Partidului Democrat, deoarece nu mai este binevenit de oameni.
În urma deciziei fostului lider al Partidului Democrat, Lulzim Basha, din 18 februarie 2019, de a-și depune mandatul și de a renunța la funcția de lider al Partidului Democrat în Parlament, Hajdari și-a exprimat dezaprobarea față de decizia partidului de a părăsi în masă parlamentul într-un interviu din 11 martie difuzat de Voice of America. Aceasta a confirmat că nu se va alătura celorlalți 41 de deputați ai partidului care au demisionat din funcție. Hajdari a descris că principalul motiv era reprezentat de protestele din ce în ce mai violente pe care Lulzim Basha le-a condus în Tirana, proteste de asemenea condamnate de Înaltului Reprezentant al Uniunii Europene pentru afaceri externe și politică de securitate, Federica Mogherini, și comisarul pentru extinderea UE, Johannes Hahn.